# Mirocin Średni (gromada 1954–1958)
Mirocin Średni – dawna gromada, czyli najmniejsza jednostka podziału terytorialnego Polskiej Rzeczypospolitej Ludowej w latach 1954–1972.
Gromady, z gromadzkimi radami narodowymi (GRN) jako organami władzy najniższego stopnia na wsi, funkcjonowały od reformy reorganizującej administrację wiejską przeprowadzonej jesienią 1954 do momentu ich zniesienia z dniem 1 stycznia 1973, tym samym wypierając organizację gminną w latach 1954–1972.
Gromadę Mirocin Średni z siedzibą GRN w Mirocinie Średnim utworzono – jako jedną z 8759 gromad na obszarze Polski – w powiecie nowosolskim w woj. zielonogórskim na mocy uchwały nr V/18/54 WRN w Zielonej Górze z dnia 5 października 1954. W skład jednostki wszedł obszar dotychczasowej gromady Mirocin Górny ze zniesionej gminy Broniszów w tymże powiecie. Dla gromady ustalono 12 członków gromadzkiej rady narodowej.
1 stycznia 1959 gromadę zniesiono, a jej obszar wszedł w skład nowo utworzonej gromady Kożuchów w tymże powiecie.
Uwaga: W latach 1961–72 istniała gromada Mirocin Średni o zupełnie innym zasięgu terytorialnym.